# エズリ・コンサ
エズリ・コンサ・ンゴヨ（Ezri Konsa Ngoyo, 1997年10月23日 - ）は、イングランド・ロンドン・ニューアム区出身のプロサッカー選手。プレミアリーグ・アストン・ヴィラ所属。イングランド代表。ポジションはDF。

## 来歴
11歳の時にチャールトン・アスレティックFCのユースアカデミーに入団。2015年11月11日トップチームに昇格し、プロ契約を締結。8日後のEFLチャンピオンシップのバーンリーFC戦でプロデビュー。しかし2015-16シーズンは22位に終わり、EFLリーグ1に降格。以降2シーズンチャールトンでプレーし、2017-18シーズンは3位で終え、EFLチャンピオンシップに復帰。
2018年6月12日、同じロンドンに本拠地を置くブレントフォードFCと3年契約を締結。2018-19シーズンは42試合に出場するなど、最終ラインを支え、シーズン最終戦となった2019年6月9日のプレストン・ノースエンドFC戦で、プロ初ゴールを決めた。
2019年7月11日、アストン・ヴィラFCへの移籍が発表された。

## 代表経歴
2015年からユース世代のイングランド代表に招集され、2019年にはイタリアで開催されたUEFA U-21欧州選手権にも出場した。
2023年11月にUEFAユーロ2024予選のマルタ戦と北マケドニア戦に挑むイングランド代表に初招集された。しかし、この2試合で出場機会はなかった。その後、2024年3月23日にウェンブリー・スタジアムで行われた国際親善試合ブラジル戦に前半20分から途中出場してイングランド代表デビューを果たした。

## エピソード
- 父はコンゴ民主共和国、母はアンゴラの出身である。母親はアンゴラ出身だが、母が生まれた時はまだアンゴラはポルトガルの植民地だったため、コンサもポルトガル代表の対象になる可能性がある[3]。
- もし、サッカー選手になっていなかったら何になっているかという質問には「多分、不動産屋かな」と答えている[4]。
- 好きなアメリカ人ミュージシャンは？という質問には「若いころいつも聞いてたのはミーク・ミル」と答えている[5]。

## 個人成績
2025年6月1日現在
| クラブ                       | シーズン     | 背番号       | リーグ             | リーグ | リーグ | FAカップ | FAカップ | リーグカップ | リーグカップ | ヨーロッパ | ヨーロッパ | その他 | その他 | 合計 | 合計 |
| クラブ                       | シーズン     | 背番号       | リーグ             | 出場   | 得点   | 出場     | 得点     | 出場         | 得点         | 出場       | 得点       | 出場   | 得点   | 出場 | 得点 |
| ---------------------------- | ------------ | ------------ | ------------------ | ------ | ------ | -------- | -------- | ------------ | ------------ | ---------- | ---------- | ------ | ------ | ---- | ---- |
| チャールトン・アスレティック | 2015–16      | 38           | チャンピオンシップ | 0      | 0      | 0        | 0        | 0            | 0            | —          | —          | —      | —      | 0    | 0    |
| チャールトン・アスレティック | 2016–17      | 15           | リーグ1            | 32     | 0      | 3        | 0        | 1            | 0            | —          | —          | 3      | 0      | 39   | 0    |
| チャールトン・アスレティック | 2017–18      | 15           | リーグ1            | 39     | 0      | 2        | 0        | 2            | 0            | —          | —          | 4      | 0      | 47   | 0    |
| チャールトン・アスレティック | 合計         | 合計         | 合計               | 71     | 0      | 5        | 0        | 3            | 0            | —          | —          | 7      | 0      | 86   | 0    |
| ブレントフォード             | 2018–19      | 26           | チャンピオンシップ | 42     | 1      | 4        | 0        | 1            | 0            | —          | —          | —      | —      | 47   | 1    |
| アストン・ヴィラ             | 2019–20      | 15           | プレミアリーグ     | 25     | 1      | 0        | 0        | 6            | 1            | —          | —          | —      | —      | 31   | 2    |
| アストン・ヴィラ             | 2020–21      | 4            | プレミアリーグ     | 36     | 2      | 0        | 0        | 1            | 0            | —          | —          | —      | —      | 37   | 2    |
| アストン・ヴィラ             | 2021–22      | 4            | プレミアリーグ     | 29     | 2      | 1        | 0        | 1            | 0            | —          | —          | —      | —      | 31   | 2    |
| アストン・ヴィラ             | 2022–23      | 4            | プレミアリーグ     | 38     | 0      | 0        | 0        | 1            | 0            | —          | —          | —      | —      | 39   | 0    |
| アストン・ヴィラ             | 2023–24      | 4            | プレミアリーグ     | 35     | 1      | 2        | 0        | 1            | 0            | 12         | 0          | —      | —      | 50   | 1    |
| アストン・ヴィラ             | 2024–25      | 4            | プレミアリーグ     | 34     | 2      | 5        | 0        | 0            | 0            | 11         | 1          | —      | —      | 50   | 3    |
| アストン・ヴィラ             | 合計         | 合計         | 合計               | 197    | 8      | 8        | 0        | 10           | 1            | 23         | 1          | —      | —      | 238  | 10   |
| キャリア合計                 | キャリア合計 | キャリア合計 | キャリア合計       | 310    | 9      | 17       | 0        | 14           | 1            | 23         | 1          | 7      | 0      | 371  | 11   |

### 代表
2025年6月7日現在
国際Aマッチ 12試合 0得点（2024年 - ）
| イングランド代表 | 国際Aマッチ | 国際Aマッチ |
| 年               | 出場        | 得点        |
| ---------------- | ----------- | ----------- |
| 2024             | 9           | 0           |
| 2025             | 3           | 0           |
| 合計             |             | 0           |

## タイトル

### クラブ
アストン・ヴィラ
- EFLチャンピオンシッププレーオフ:2018年
- EFLカップ準優勝: 2019-20

### 代表
イングランドU20
- FIFA U-20ワールドカップ：2017年

イングランドU21
- トゥーロン大会：2018年

イングランド
- UEFA欧州選手権準優勝：2024年

### 個人
- チャールトン・アスレティック年間最優秀若手選手賞: 2016–17